# Сапата (болото)
Болото Сапата (исп. Ciénaga de Zapata) — природоохранная территория, расположенная на полуострове Сапата острова Куба, в провинции Матансас. Площадь болота составляет 4354,3 км².

## История
В 1971 году болоту Сапата присвоен статус «заболоченной территории международного значения» в соответствии с Рамсарской конвенцией.
В 1973 году на окраине болота, возле бухты дель Тесоро была открыта ферма по разведению крокодилов (с инкубатором на 7200 крокодильих яиц).
В середине 2001 года размеры природоохранной зоны были увеличены под защиту Рамсарской конвенции дополнительно попало 4520 км² болота.

## Биоразнообразие и его защита

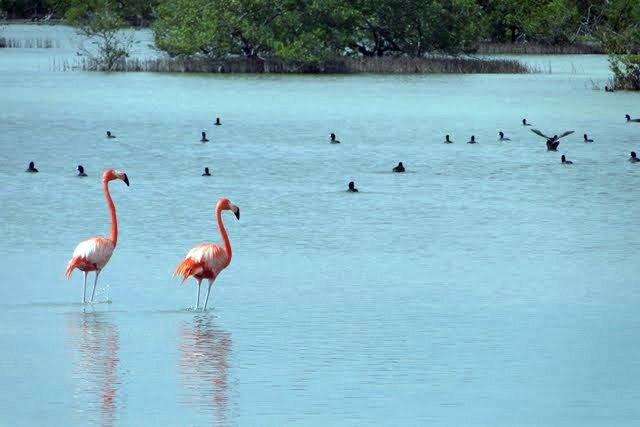
Розовые фламинго

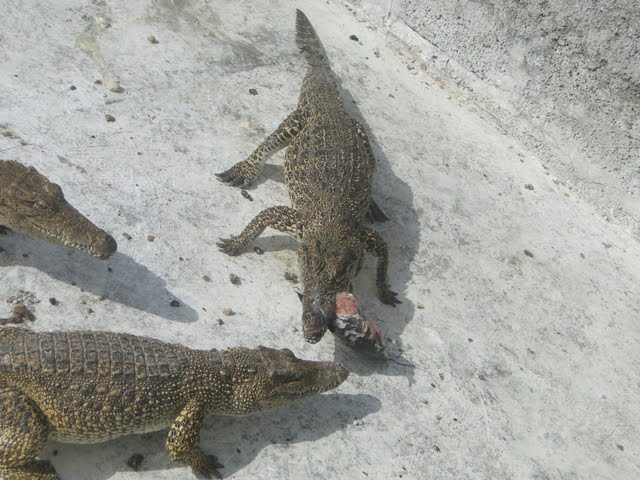
Крокодиловая ферма

На территории болота Сапата произрастает более 900 видов растений-автохтонов, а также водится 175 видов птиц, 31 вид рептилий и более 1000 видов беспозвоночных. Некоторые виды являются локальными эндемиками для Кубы, среди птиц — это кубинский шилоклювый дятел, кубинский крапивник, кубинский погоныш и кубинский воробей. На болото также прилетают 65 видов перелётных птиц, останавливаясь по пути из Северной в Южную Америку. На заболоченных территориях обитает эндемичный кубинский крокодил, которого также пытаются интродуцировать на расположенное недалеко болото Ланиер (остров Хувентуд).
В болоте Сапата выделено несколько зон заповедных зон, такие как природный заповедник болота Сапата и заповедник дикой природы Лас-Салинас, являющийся частью более крупного биосферного резервата Сапата общей площадью 6 тыс. км². Это крупнейшее природоохранная область не только на Кубе, но и во всей Вест-Индии. Болото известно не только своим размером, но и тем, что его водные угодья сохранились лучше чем другие, расположенные на Антильских островах. 

## География
Самая высокая точка на территории болота имеет высоту около 10 м. Глубина изменяется от 2 м в солёных маршах до 600 м в прибрежной зоне залива Батабано. В наиболее тёплый сезон (с мая по октябрь) средняя температура составляет 30 °C, в самый холодный (ноябрь-апрель) — 20 °C.